# Mohd Shaaban Hussin
Mohd Shaaban Hussin is een professional golfer uit Maleisië.
Hussin werd in 2003 professional en kwalificeerde zich via de Tourschool voor de Aziatische PGA Tour van 2011. Hij eindigde in 2011 op de 6de plaats bij het Brunei Open en op de 11de plaats van de Selangor Masters.
In 2012 was hij de enige Maleisiër die de cut haalde bij het Maleisisch Open.